# Єрки (село)
Є́рки —  село в Україні, у Миргородській міській громаді Миргородського району Полтавської області. Населення становить 466 осіб. Колишній орган місцевого самоврядування — Ярмаківська сільська рада.

## Географія
Село Єрки знаходиться на правому березі річки Хорол, вище за течією на відстані 4 км розташоване місто Миргород, нижче за течією на відстані 3 км розташоване село Ярмаки, на протилежному березі - села Гаркушинці та Рибальське. Річка в цьому місці звивиста, утворює лимани, стариці та заболочені озера.

## Історія
1723 р. село належало миргородському полковникові Д.Апостолу.  Найзаможнішими козаками тоді були Омелько Вробець, Йосип Чорномаз, Григорій Печениченко, Семен Купченко, Іван Швайко та інші. 
1723р. діяла Свято-Георгіївська церква, священиком у ній служив Даниїл Костянтинович, паламарем - Опанас Веткал; при церкві працювала школа, в якій проводив заняття дяк Сила Четвертієнко. 
1729 р. в селі було 62 двори. 
1737 р. священиком служив Данило Герасимов, отаманом був Прокіп Ярошенко, війтом - Кіндрат Лисенко. 
1771 року споруджено новий храм Георгіївської церкви. 
1781 р. село належало до першої Миргородської сотні Миргородського полку.
1787 р. в Єрках проживало 309 душ: "Різного звання казенні люди і власників - штаб-лікаря Михайла Трофимовського, кадета Андрія і братів його Олександра і Павла Забіл".
1860 р. в селі засновано початкове народне училище.
1883 р. село входило до Кибинської волості, налічувалося 255 дворів (із них 179 козацьких), 278 хат, 1372 жителі обох статей. 
1910 р. - 259 господарств (169 козацьких, 75 селянських, 5 привілейованого стану), 1494 душі. У ХІХ ст. священиками в Єрках служили Феодосій і Андрій Зубковські - дід і батько І.А. Зубковського, засновника Миргородського курорту, який. теж народився в цьому селі, а також священик Андрій Стасевський. 
1912 р. діяла жіноча церковнопарафіяльна школа; до парафії Георгіївської церкви входили 849 козаків, 580 селян. 
1926 р. село було центром Єрківської сільської ради, 316 господарств, 1625 жителів.
У березні 1931 р. в Єрках створено 2 колгоспи: "Вільне поле" (першим головою був Олександр Дмитрович Степанько) і "Червоний лан" (перший голова - Юхим Федорович Шумейко). 
У 20-х - З0-х рр. зазнали репресій члени родин Оверків, Оробців, Швайок, Шелюгів, Шумейків, Яременків та ін.
У 40-х рр. діяв колгосп “П'ятирічка". 
1980 р. - 304 двори, 693 жителі; 
1903 р. - 264 двори, 342 жителі;
2006 р. - 205 дворів, 430 жителів.
Етимологія назви села не з'ясована, можливо, вона походить від прізвища,

## Економіка
- Свино-товарна ферма.

## Об'єкти соціальної сфери
- Школа І-ІІ ст.
- Клуб.

## Відомі люди
В Єрках народилися:
- засновник Миргородського курорту Іван Зубковський
- письменниця Романівська Марія Михайлівна.